# 봉화군 소천면 사무소 엽총 난사 사건
봉화군 소천면 사무소 엽총 난사 사건(奉化郡小川面事務所獵銃亂射事件)은 2018년 8월 21일 오전 9시 31분, 김모(77세)가 경상북도 봉화군 소천면 사무소에 들어와 엽총을 난사하여 공무원 2명이 사망한 사건이다.

## 전개
2016년에 두 가구가 소천면 임기리로 이사해오면서, 상수도 배관을 연결해 물을 나눠 썼지만, 올해인 2018년 최악의 폭염으로 가뭄이 심각해지자, 물 사용 문제로 이웃과 갈등이 심화되어, 민원도 수차례 제기했으나 뜻대로 되지 않았다. 또한, 폭염이 악화되어 마을 상수도 단수사태까지 다다르자 몇년전에 상수도 문제가 있다며 면사무소 직원들과 주민들 갈등까지 빚어진 것으로 나타났고, 스님에게 도끼를 들거나 어깨 총상을 입히고, 주민에게 수시로 총기로 위협을 하였다. 또 경찰 파출소에 사태 위협을 느낀 주민들의 반출 불허도 묵살하였고, 손쉽게 용의자에게 반출을 허가했다가, 8월 21일 결국 엽총을 들고 소천면 사무실로 찾아가 범행을 저지른것으로 드러났다. 이 사고로 공무원 2명이 총상을 입고 병원으로 이송했으나, 끝내 사망하였고, 1명은 부상을 입었으나 생명이 위태로운 상태, 용의자는 다른 직원에 의해 제압되어 경찰에 넘겨졌다.
용의자인 김모(77세)가 범행을 시인했고, 결국 구속되었으며, 재판에 넘겨졌다. 그리고 2019년 1월 16일, 이 사건의 관할 법원이 피고인에게 1심에서 무기징역 판결을 내렸다.